# Billy Bang
Billy Bang, nome artístico de William Vincent Walker (20 de setembro de 1947 - 11 de abril de 2011), foi um violinista e compositor de jazz norte-americano.
Sepultado no Cemitério de Woodlawn.

## Discografia

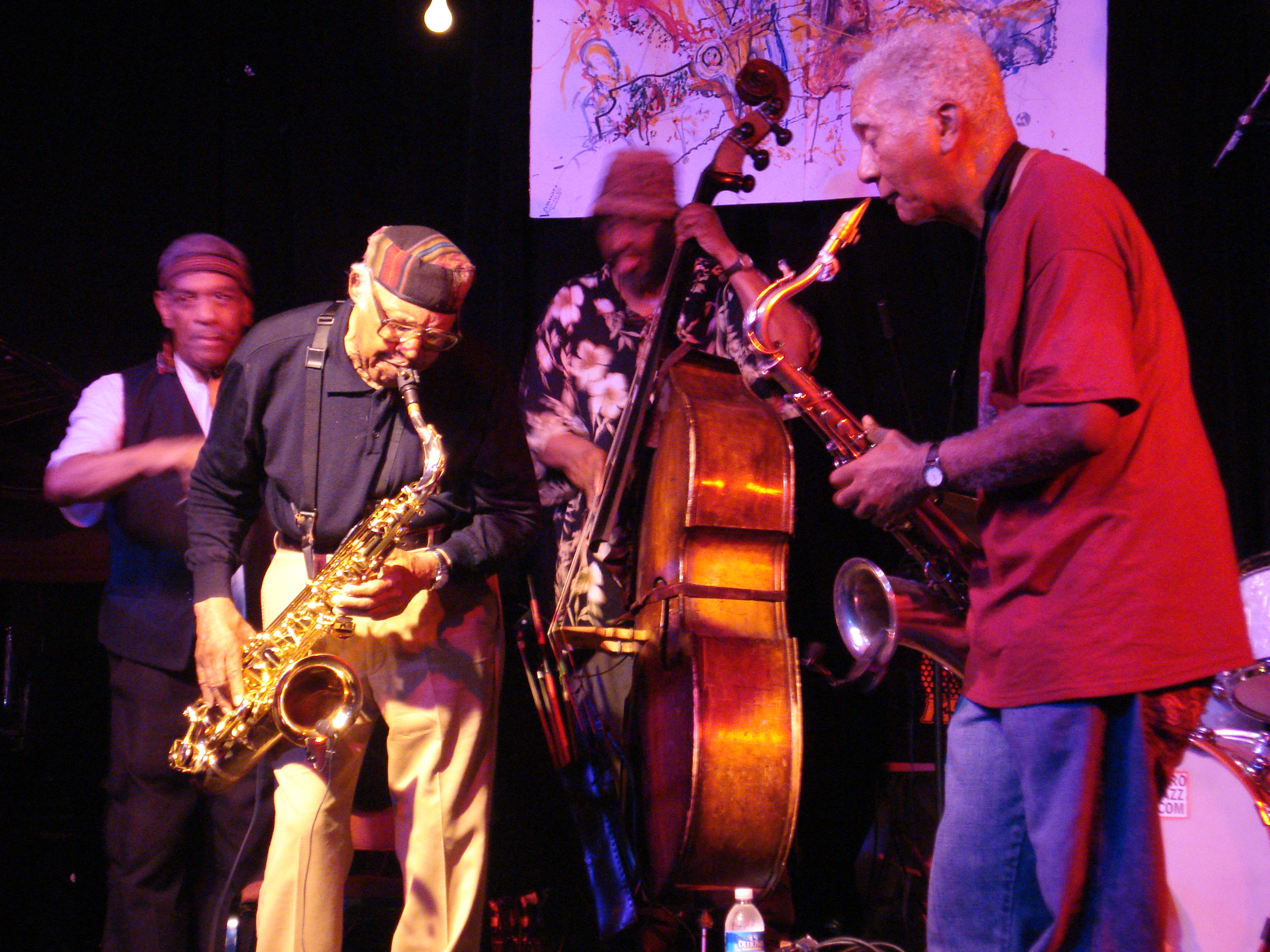
Em 2008, com Fred Anderson, William Parker e Kidd Jordan.

### Como líder
- 1979: Distinction without a Difference (hat Hut)
- 1979: Sweet Space (Anima)
- 1981: Rainbow Gladiator (Soul Note)
- 1982: Invitation (Soul Note)
- 1982: Bangception, Willisau 1982 (hatOLOGY)
- 1982: Live at Green Space (Anima)
- 1983: Outline No. 12 (Celluloid)
- 1984: The Fire from Within (Soul Note)
- 1986: Live at Carlos 1 (Soul Note)
- 1991: Valve No. 10 (Soul Note)
- 1992: A Tribute to Stuff Smith (com Sun Ra, John Ore, Andrew Cyrille, Soul Note)
- 1996: Spirits Gathering (CIMP)
- 1997: Bang On! (Justin Time)
- 1997: Commandment (No More)
- 1999: Big Bang Theory (Justin Time)
- 2001: Vietnam: The Aftermath (Justin Time)
- 2003: Hip Hop Bebop (ITM)
- 2004: Vietnam: Reflections (Justin Time)
- 2004: Configuration (with Sirone, Silkheart Records)
- 2007: Above and Beyond: An Evening in Grand Rapids (Justin Time)